# Фогель, Зиновий Владимирович
Зиновий Владимирович Фогель — советский искусствовед.

## Биография
Родился 10 января 1922 года в Киеве. Участник Великой Отечественной войны. Демобилизован в звании лейтенанта в 1946 году.
В 1948 году окончил Киевский государственный университет.
Автор ряда искусствоведческих книг.
С 1992 года жил в Израиле. Умер около 2004 года.

## Фильмография

### Сценарист
- 1978 — Художник Николай Глущенко